# 周璞 (嘉靖進士)
周璞（1514年—？），字元治，號荆山，浙江湖州府德清縣人，軍籍，明朝政治人物。

## 生平
嘉靖二十二年（1543年）癸卯科浙江鄉試第六十一名舉人。嘉靖二十六年（1547年）中式丁未科會試第一百六十五名，登第三甲第一百六十八名進士。吏部觀政，授徽州府推官，补河南府推官，升南京刑部主事，降宿州同知，歷袁州府通判、赣州府同知、袁州府知府。

## 家族
曾祖周倫，贈布政使司右參政；祖父周鼎，贈布政使司右參政；父周寓，母姚氏；繼母俞氏。子尚文、尚舆。